# Régiment de Lusignan cavalerie
Pour les articles homonymes, voir régiment de Montclar, régiment de Bartillat, régiment de Villars, régiment de Rohan et régiment de Lusignan.
Le régiment de Lusignan cavalerie est un régiment de cavalerie du royaume de France au service du roi de France depuis 1666.

## Création et différentes dénominations
- 13 octobre 1652 : création du régiment de Montclar cavalerie
- 1666 : au service du Roi de France
- 10 janvier 1668 : renommé régiment de Bartillat cavalerie
- 24 mai 1668 : licencié
- 9 août 1671 : rétablissement du régiment de Bartillat cavalerie
- 1680 : renommé régiment de Marcilly cavalerie
- 5 septembre 1690 : renommé régiment de Narbonne cavalerie
- 15 août 1702 : renommé régiment du Tronc cavalerie
- 26 mars 1718 : renommé régiment de Villars cavalerie
- 1735 : renommé régiment de Rohan cavalerie
- 30 juin 1743 : renommé régiment de Brionne cavalerie
- 1er février 1749 : renommé régiment de Lusignan cavalerie
- 1er décembre 1761 : réformé par incorporation au régiment de Berry cavalerie

## Équipement

### Étendards
6 étendards de « ſoye blanche, Soleil d’or au milieu brodé, & frangez d’or ».

Étendards
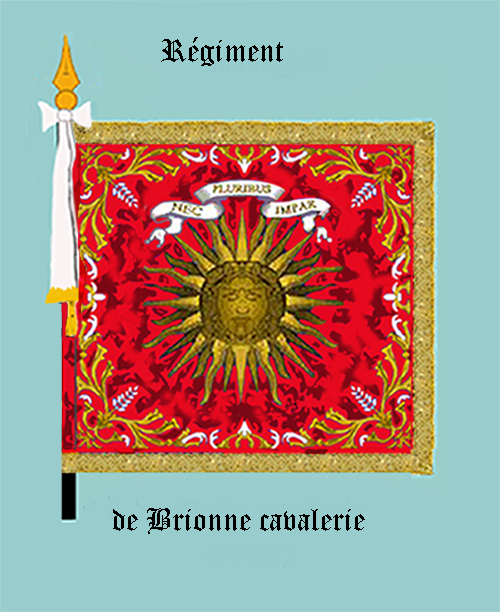
régiment de Brionne cavalerie, avers
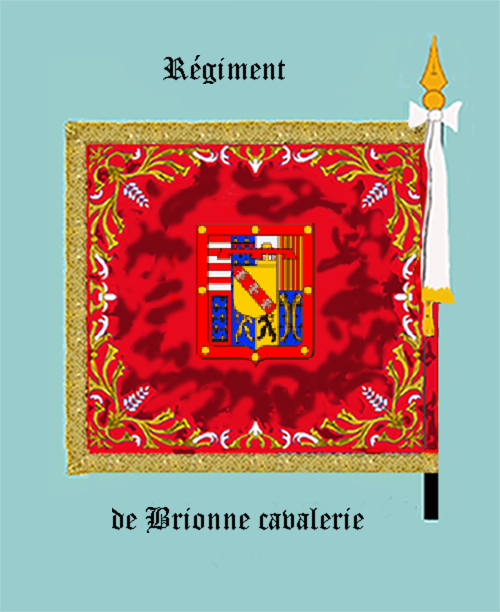
régiment de Brionne cavalerie, avers
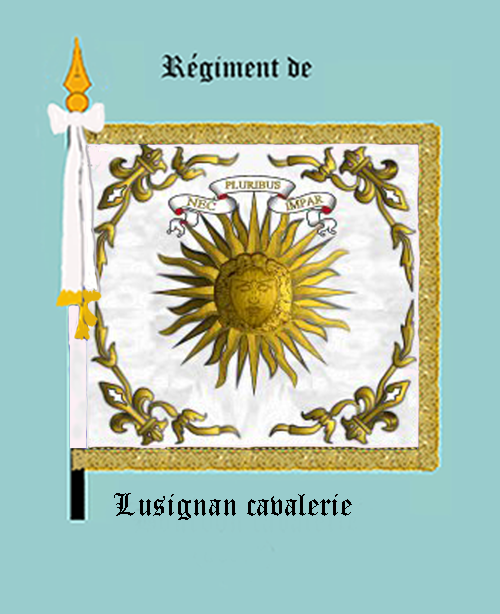
régiment de Lusignan cavalerie, avers
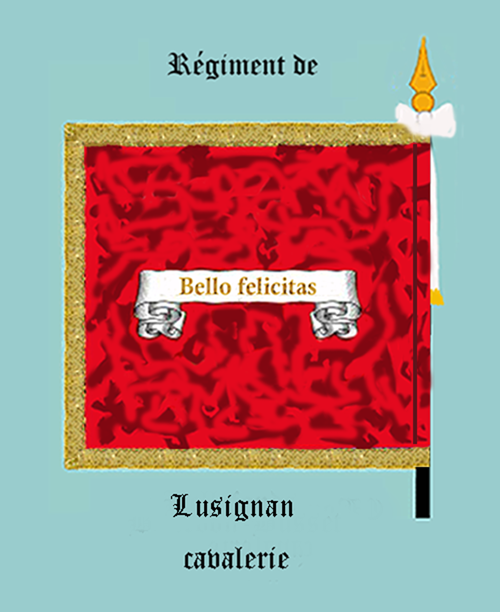
régiment de Lusignan cavalerie, revers

### Habillement

Uniformes
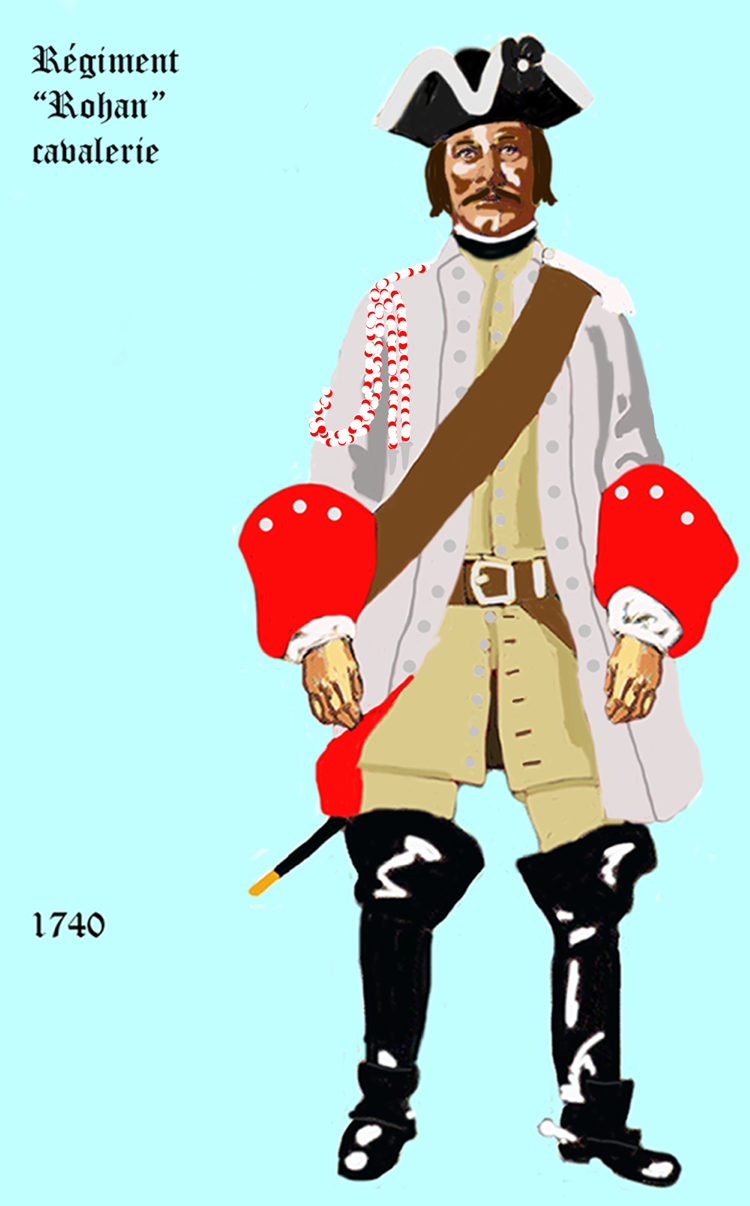
de 1740 à 1757
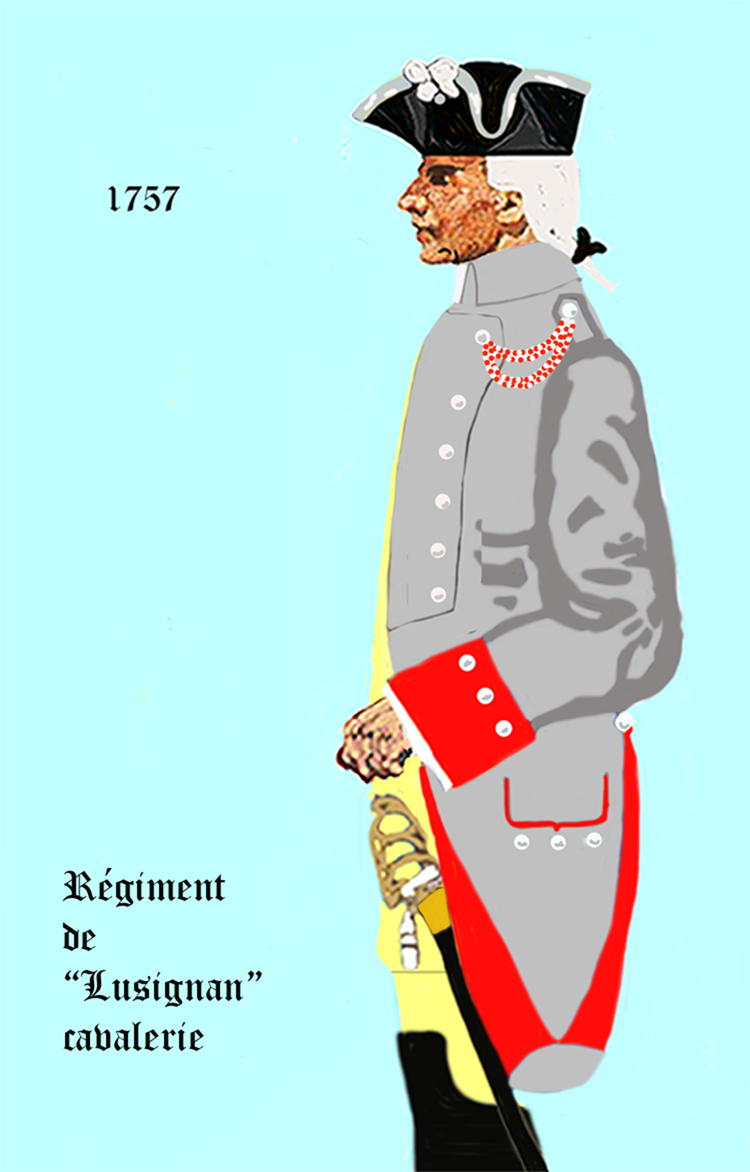
régiment de Lusignan cavalerie de 1757 à 1761

## Historique

### Mestres de camp
- 13 octobre 1652 : Joseph de Pons de Guimera, baron de Montclar, brigadier de cavalerie le 8 juin 1657, maréchal de camp le 2 avril 1675, lieutenant général des armées du roi le 25 février 1677, mestre de camp général de la cavalerie le 6 octobre 1679, † avril 1690
- 10 janvier 1668 : Nicolas Jeannot de Bartillat, brigadier le 24 février 1676, maréchal de camp le 24 août 1688, lieutenant général des armées du roi le 30 mars 1693, † 28 septembre 1718
- 1680 : chevalier de Marcilly
- 5 septembre 1690 : Jacques, comte puis marquis de Narbonne, brigadier le 28 avril 1694, maréchal de camp le 29 janvier 1702, lieutenant général des armées du roi le 26 octobre 1704, † octobre 1711
- 15 août 1702 : Nicolas Alexandre Le Cordier, marquis du Tronc, brigadier le 12 octobre 1706, maréchal de camp le 8 mars 1718, lieutenant général des armées du roi le 20 février 1734, † 20 février 1742
- 26 mars 1718 : Honoré Armand, marquis puis duc de Villars, brigadier, † mai 1770
- 1735 : Louis François de Rohan-Chabot, vicomte de Rohan, † 29 janvier 1743 (âgé de 22 ans)
- 30 juin 1743 : Louis Charles de Lorraine, comte de Brionne, déclaré brigadier le 1er juin 1745 par brevet du 1er mai, déclaré maréchal de camp en janvier 1749 par brevet du 10 mai 1748, † 28 juin 1761
- 1er février 1749 : Louis François Hugues de Lusignan-Lezay, comte de Lusignan[note 1], brigadier le 20 février 1761, déclaré maréchal de camp en décembre 1762 par brevet expédié le 25 juillet

### Campagnes
- Guerre de Succession d'Autriche

11 mai 1745: bataille de Fontenoy

### Quartiers
- Strasbourg[1]